# Starnberg
Starnberg (pronunciación en alemán: /ˈʃtaʁnˌbɛʁk/ⓘ) es una ciudad alemana, capital del distrito homónimo, situada en el estado de Baviera, a unos 30 kilómetros al oeste de Múnich.

## Transporte
Starnberg se halla en la línea S6 de la S-Bahn de Múnich, que opera trenes desde y hacia esta última.

## Celebridades
- La cineasta y fotógrafa Leni Riefenstahl falleció aquí en 2003.
- El filósofo Jürgen Habermas aquí reside.
- El piloto de carreras Adrian Sutil nació aquí.